# Tryzub (pismo)
"Tryzub" (ukr. Тризуб) – emigracyjne pismo ukraińskie w II poł. lat 20. i latach 30. XX wieku.
Pierwszy numer pisma ukazał się 15 października 1925 r. w Paryżu z inicjatywy Symona Petlury. Pełniło ono rolę nieoficjalnego organu prasowego Rządu Ukraińskiej Republiki Ludowej na Emigracji. Funkcję przewodniczącego Komitetu Redakcyjnego pisma objął Ilja Kosienko. Wychodziło ono co tydzień. Rozpowszechniano je – oprócz Francji – także w Polsce, Rumunii, Czechosłowacji, USA i Kanadzie. Zadaniem pisma było skupianie różnych środowisk emigracyjnych wokół idei odzyskania niepodległości Ukrainy pod symbolem Tryzuba. Jednym z członków redakcji był Wiaczesław Prokopowycz, który faktycznie kierował pismem. Artykuły i felietony dotyczyły spraw politycznych, sztuki i literatury ukraińskiej, różnych problemów życia diaspory ukraińskiej. Ich autorami byli m.in. Symon Petlura, Wołodymyr Salski, Andrij Jakowliw, Ołeksandr Udowyczenko, Ołeksandr Salikowski, Jan Tokarzewski-Karaszewicz, Mykoła Liwycki, Ołeksandr Łotoćkyj, Jewhen Czykałenko, Walentyn Sadowskyj, Ołeksandr Szulhyn, Modest Lewyćkyj, Wasyl Koroliw-Staryj, Ołeksandr Biłousenko, Stepan Sipolko, Jurij Horodianyn-Lisowśkyj, Dmytro Doroszenko, Jewhen Onalskyj. Wydanie pierwszych numerów pisma było finansowane, lub współfinansowane ze środków polskich kół prometejskich przy współudziale Tadeusza Hołówki.
Redaktorem naczelnym pisma był w latach 1925-40 Wiaczesław Prokopowycz, w 1940 Ołeksandr Szulhyn.
Ostatni numer pisma ukazał się z datą 15 maja 1940, po ofensywie Niemiec na Francję.